# Politica della Serbia

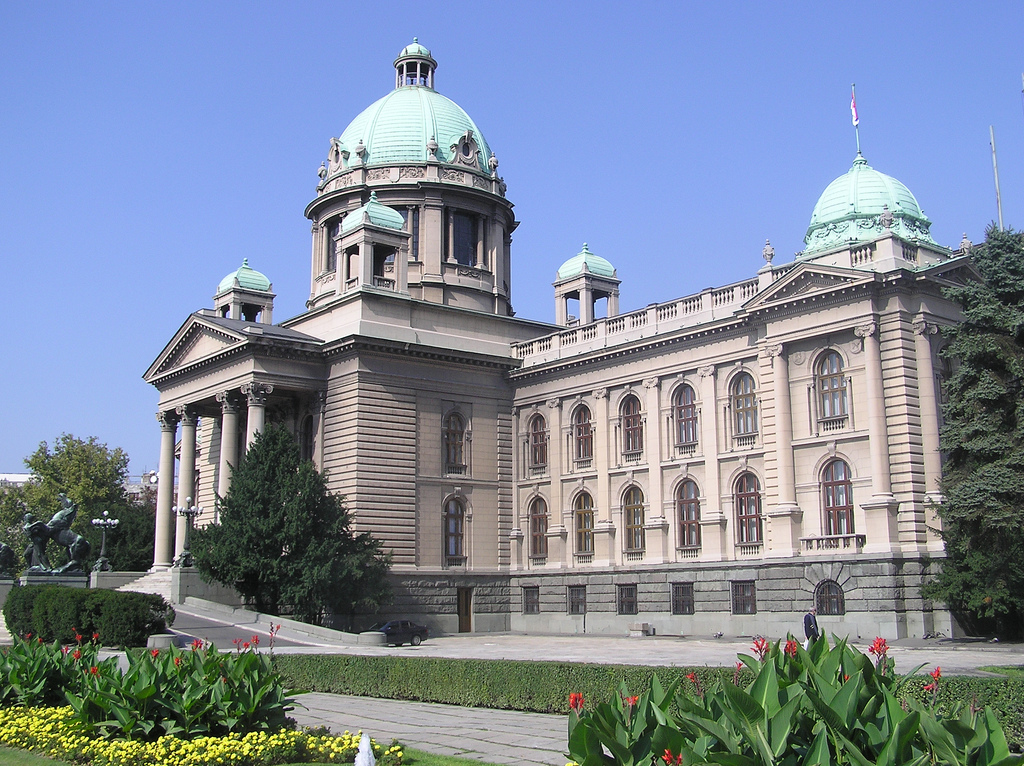
Parlamento serbo

La Serbia è una Repubblica democratica parlamentare multipartitica.
Il potere legislativo è esercitato dal Parlamento, quello esecutivo dal Governo, e quello giudiziario dalla Magistratura che è indipendente dalle forze politiche.
A capo dello Stato c'è il Presidente della Repubblica.

## Presidente della Repubblica

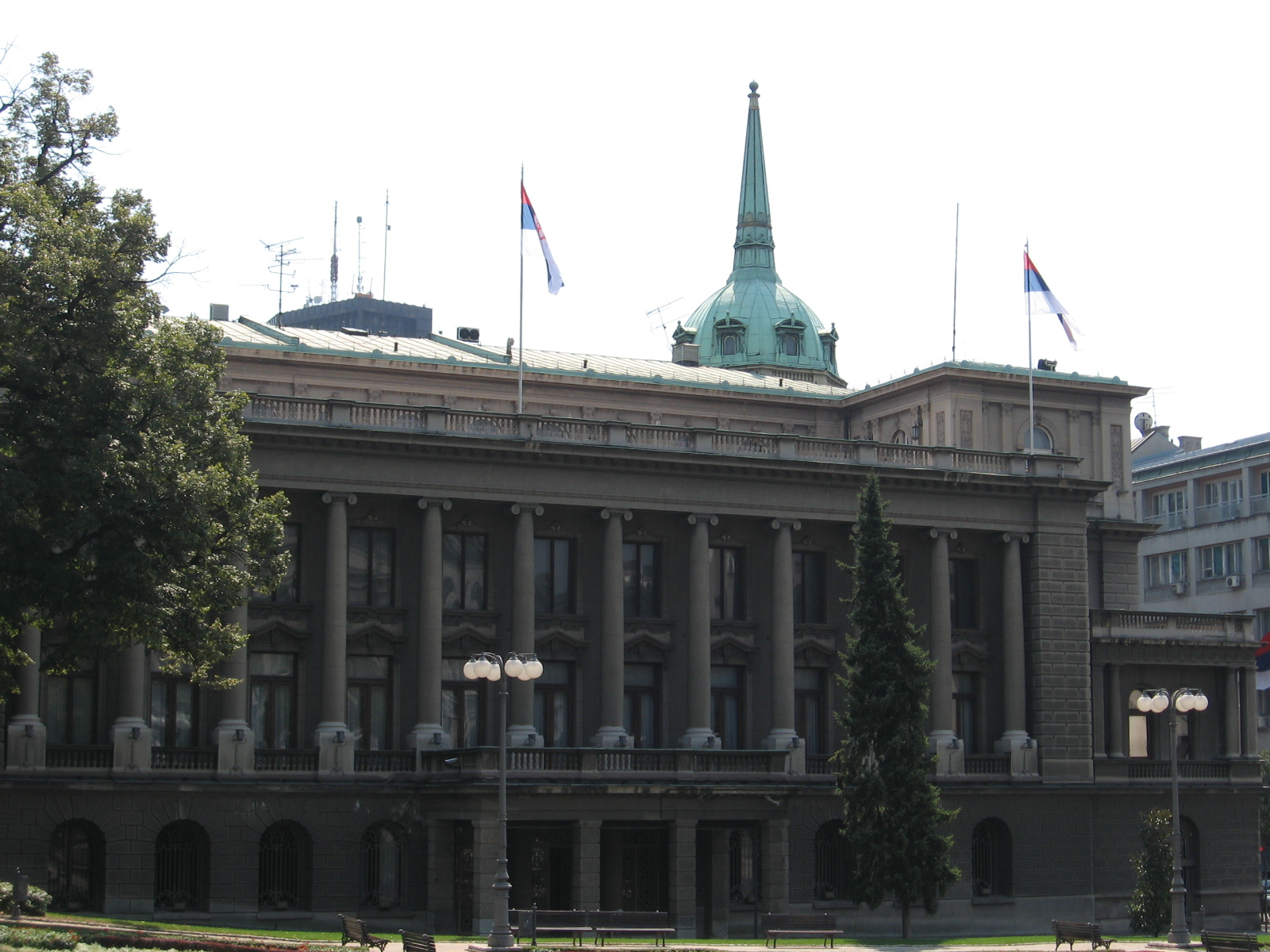
Sede della Presidenza della Repubblica

Stendardo presidenziale

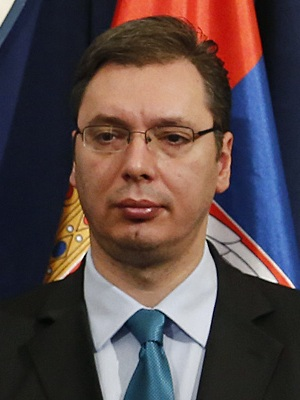
Il quinto presidente della Serbia Aleksandar Vučić.

Il Presidente della Repubblica di Serbia è il rappresentante della Nazione in Patria e all'estero. I suoi compiti, secondo la Costituzione, sono la promulgazioni delle Leggi, la nomina del capo del Governo designato dal Parlamento, l'accreditamento dei diplomatici in Serbia e la nomina degli ambasciatori serbi all'estero. Il suo un mandato è di cinque anni.
Il capo dello Stato conferisce le onorificenze della Repubblica e concede la grazia ai condannati. È il capo delle Forze armate.
L'attuale presidente della Repubblica di Serbia è Aleksandar Vučić (Александар Вучић), in carica dal 31 maggio 2017.
A coadiuvare il Presidente della Repubblica nei rapporti coi cittadini, è stata istituita nel 2004, la Cancelleria Popolare del Presidente della Repubblica (Narodna kancelarija predsednika Republike, Народна канцеларија председника Републике), un'istituzione che permette alla cittadinanza di interagire direttamente col capo dello Stato.

## Ramo legislativo
Il Parlamento serbo è un'istituzione monocamerale: l'Assemblea Nazionale della Repubblica di Serbia (Народна скупштина Републике Србије, Narodna skupština Republike Srbije) è costituita da 250 deputati. I membri dell'Assemblea sono eletti dal Popolo a suffragio universale ogni 5 anni.
Secondo la Costituzione, al Parlamento competono la creazione di leggi, le modifiche costituzionali, i cambiamenti nei confini nazionali, l'indizione dei referendum, la ratifica dei trattati internazionali, la proclamazione dello stato di guerra, l'approvazione delle Province autonome e del bilancio dello Stato e l'elezione del Governo che è sottoposto alla fiducia dell'Assemblea Nazionale.
In capo al Parlamento ci sono anche la nomina dei giudici della Corte costituzionale, delle Corti di Giustizia, del Governatore della Banca nazionale, e del Difensore civico.

## Ramo esecutivo

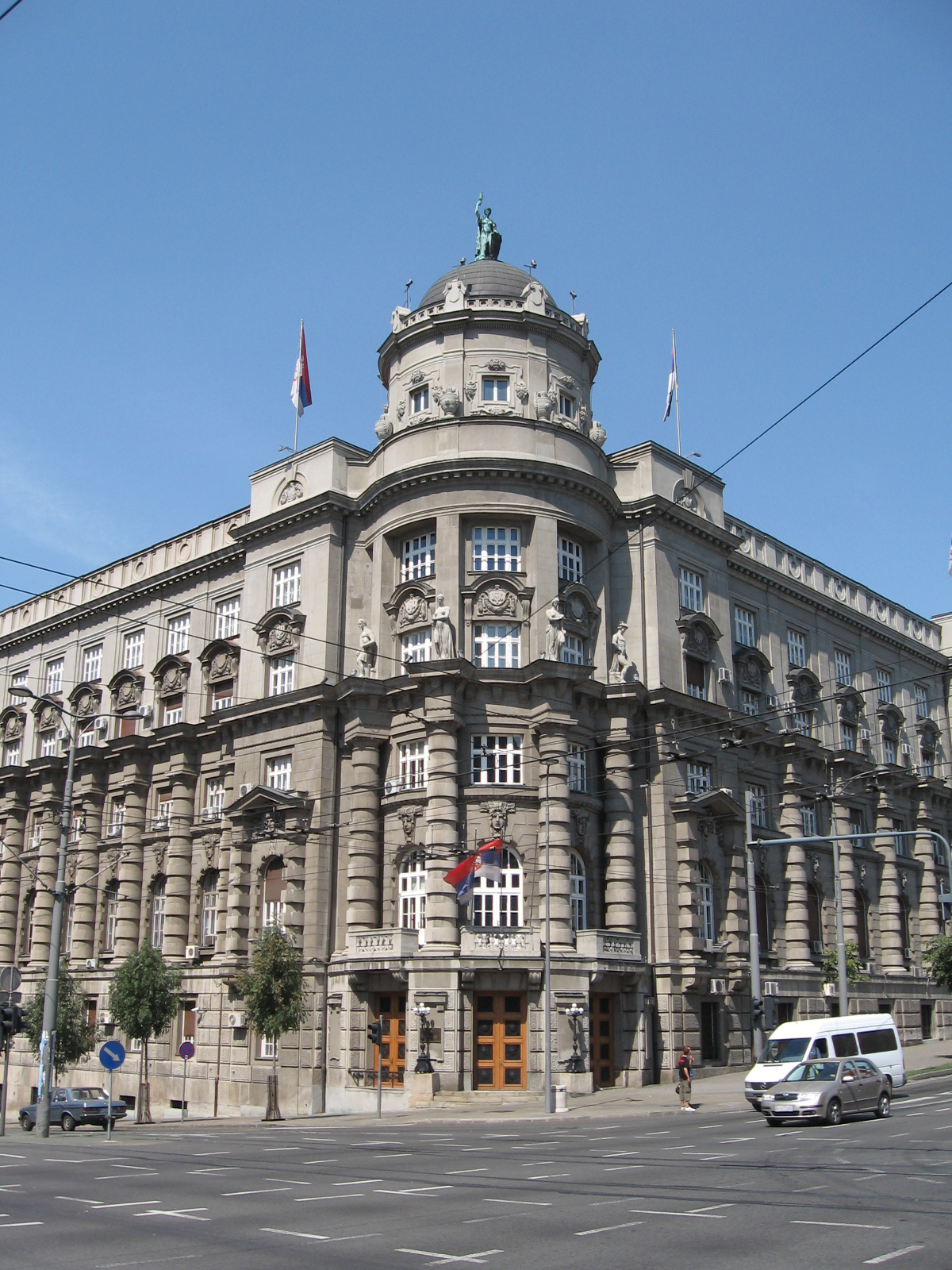
Palazzo del Governo

Il potere esecutivo spetta al Governo (Влада Србије, Vlada Srbije) che è formato dal Primo ministro (Председник Владе, Predsednik Vlade) e dai Ministri (Министри).
Il Capo del Governo è proposto per la nomina al Presidente della Repubblica dal Parlamento. Dopo la nomina e la formazione del Governo, il Parlamento vota la fiducia all'esecutivo.
Il Governo indica le linee guida della politica nazionale, dà attuazione alle leggi fatte dal Parlamento e coordina il lavoro della Pubblica amministrazione.
L'attuale Primo ministro della Serbia è Đuro Macut (Ана Брнабић), in carica dal 16 aprile 2025

### Politica interna
La vita politica pluralista della Serbia si è aperta con le elezioni del 1992, che segnano la continuità del predominio di Slobodan Milošević e del suo Partito Socialista di Serbia (SPS), erede della Lega dei Comunisti Jugoslavi.
Dopo la sconfitta di Milošević nelle elezioni presidenziali in Jugoslavia del 2000, alle successive elezioni parlamentari in Serbia del 2000 trionfò la coalizione Opposizione Democratica di Serbia (DOS), composta da Partito Democratico (DS), Partito Democratico di Serbia (DSS) e da varie altre forze di minor seguito, che ha governato il Paese. Tuttavia, nel corso del tempo, le tensioni all'interno dei vari partiti che formavano la coalizione sono aumentate, fino all'uscita dal governo del DSS di Vojislav Koštunica, di tendenza conservatrice. L'esecutivo venne retto da quel momento dai riformisti del DS di Zoran Đinđić, che venne assassinato nel marzo 2003.

#### Le elezioni parlamentari del 2003
Le elezioni parlamentari del 2003 videro il crollo del Partito Socialista di Serbia e la scomparsa di molte forze minori, a vantaggio del Partito Radicale Serbo (SRS) di Vojislav Šešelj, che è divenuto il primo partito. Tuttavia, i quattro partiti filo-occidentali (DS, G17+, DSS, SPO-NS) ottennero la metà dei voti e la maggioranza assoluta dei seggi.
Nei primi mesi del 2004, il DSS ha formato un nuovo Governo di minoranza, con l'appoggio del G17 Plus, una formazione politica liberale costituita soprattutto da economisti e guidata da Miroljub Labus, il Movimento del Rinnovamento Serbo (SPO) di Vuk Drašković e il partito Nuova Serbia (NS) di Velimir Ilić. Divenne primo ministro Vojislav Koštunica, leader del Partito Democratico di Serbia, mentre Drašković venne nominato ministro degli affari esteri. Il governo di Koštunica ha goduto dell'appoggio esterno del (SPS).

#### Le elezioni presidenziali del 2004
Le elezioni presidenziali del 2004, tenutesi dopo che tre elezioni erano state invalidate per mancanza di quorum, videro la vittoria di Boris Tadić, del Partito Democratico (DS), che divenne presidente della Serbia.
Nei giorni del 28 e 29 ottobre 2006 si è svolto un referendum per la ratifica di una nuova costituzione, già approvata a larga maggioranza dal parlamento serbo.

#### Le elezioni parlamentari del 2007
Le elezioni parlamentari del 2007 hanno visto la crescita del Partito Democratico (DS) e la tenuta degli altri partiti democratici, benché i nazionalisti del Partito Radicale Serbo (SRS) si siano confermati come prima forza politica del Paese.
Il 14 maggio, dopo mesi di difficili trattative, si è formato un nuovo esecutivo, guidato ancora da Koštunica (DSS), sostenuto da una coalizione che comprende sia i riformisti di centrosinistra (DS), sia i nazional-conservatori e liberali di centrodestra (Partito Democratico di Serbia (DSS) e G17 Plus). Il Partito Democratico, pur rinunciando a indicare come primo ministro un proprio esponente, controlla nel nuovo esecutivo ben 13 ministeri, compresi Affari Esteri e Difesa.

#### Le elezioni presidenziali del 2008
Le elezioni presidenziali del 2008 hanno visto la conferma di Boris Tadić, che ha sconfitto al ballottaggio Tomislav Nikolić, esponente del Partito Radicale Serbo, seppur di strettissima misura.
Due settimane dopo, a seguito della proclamazione di indipendenza da parte del Kosovo, il governo serbo retto dall'ex presidente Vojislav Koštunica entra in una crisi interna, dovuta principalmente al disaccordo tra DS e DSS sulla via da perseguire verso l'integrazione europea dopo il riconoscimento del Kosovo da parte della maggioranza degli Stati dell'UE. Mentre i DSS di Koštunica ritenevano prioritario l'obiettivo del mantenimento dell'integrità territoriale serba, i DS (seppur contrari all'indipendenza) ritenevano quello del Kosovo un problema secondario rispetto all'integrazione nelle strutture europee.

#### Le elezioni parlamentari del 2008
Le elezioni parlamentari del 2008 si sono caratterizzate da un sostanziale pareggio tra blocco europeista (con la coalizione "Per una Serbia Europea" sostenuta dal presidente Tadić, al 39%) e conservatore (con il SRS al 28% ed i DSS di Koštunica all'11%); dove il Partito Socialista Serbo (SPS, partito che fu di Milošević) con un inaspettato 8% giocava un ruolo di ago della bilancia.
Dopo ben due mesi di colloqui con il presidente della Repubblica, l'8 luglio 2008 viene nominato un nuovo governo di coalizione tra partiti europeisti (tra cui DS, G17+) e SPS; con l'appoggio esterno dei liberali di Čedomir Jovanović. Mirko Cvetković, già ministro delle finanze nel precedente governo Koštunica, venne designato come primo ministro.

#### Le elezioni generali del 2012
Dopo essersi dimesso, il presidente Tadic ha indetto nuove elezioni parlamentari e presidenziali il 6 maggio 2012. Alle elezioni parlamentari al primo posto è arrivata la coalizione di centro-destra guidata dal Partito Progressista Serbo (SNS) di Tomislav Nikolić (che aveva abbandonato SRS nel 2008), che ha formato una coalizione col Partito Socialista di Serbia (SPS), con le Regioni Unite di Serbia (URS) e altri. Come premier è stato nominato il leader di SPS Ivica Dačić.
Alle elezioni presidenziali, invece, dopo aver passato il primo turno, si sono nuovamente sfidati Boris Tadić candidato del DS e Tomislav Nikolić candidato del SNS. Nel secondo turno, il 20 maggio, Tomislav Nikolić è riuscito a battere il suo rivale dopo tre competizioni elettorali, diventando nuovo capo di stato del paese.

#### Le elezioni anticipate del 2014
La fine dell'accordo tra SNS e SPS ha posto fine al governo di Dačić e il 16 marzo 2014 si sono tenute le elezioni parlamentari. Esse hanno visto la vittoria del SNS e l'elezione del suo leader Aleksandar Vučić come nuovo primo ministro.

#### Le elezioni anticipate del 2016
Il 24 aprile 2016 si sono tenute nuovamente le elezioni parlamentari insieme a quelle locali. Esse hanno visto di nuovo la vittoria del SNS e la conferma Aleksandar Vučić come primo ministro.

### Politica estera
La politica estera della Repubblica Federale di Jugoslavia era caratterizzata fondamentalmente dal desiderio di consolidare la sua posizione politica e geopolitica tramite il sostegno della popolazione di etnia serba residente nell'area balcanica. La campagna nazionalista serba sostenne e sfruttò l'espansione di violenti conflitti etnici in Bosnia Erzegovina, Croazia e nel Kosovo.
Poco prima dell'inizio dei bombardamenti NATO nella primavera del 1999 la maggioranza dei Paesi occidentali interruppe le relazioni diplomatiche con la Repubblica. Dall'ottobre del 2000 gran parte delle ambasciate sono state riaperte e la Serbia, in quanto successore della Repubblica Federale di Jugoslavia, ha riottenuto il suo posto come membro di varie organizzazioni internazionali come le Nazioni Unite; partecipa inoltre a progetti del Fondo Monetario Internazionale e della Banca Mondiale.
Dall'ottobre 2000 la Serbia ha pressoché eliminato la sua retorica nazionalista e ha stabilizzato le relazioni bilaterali con i paesi confinanti. Nel 2002 la Repubblica Federale di Jugoslavia ha risolto le dispute di confine con la Macedonia e ha riallacciato relazioni diplomatiche complete con la Croazia.
Sempre nel 2002 la Repubblica Federale di Jugoslavia ha costituito una commissione per coordinare la cooperazione con il Tribunale penale internazionale per l'ex-Jugoslavia (ICTY) e ha iniziato a emettere ordini di arresto per persone accusate di crimini di guerra rifugiate entro i confini della repubblica. L'assassinio del Primo Ministro Zoran Đinđić e la successiva lotta alla criminalità organizzata hanno provocato il trasferimento a L'Aia di molti accusati.
La dichiarazione d'indipendenza degli albanesi nella regione del Kosovo e il riconoscimento di essa da parte di molti stati della comunità internazionale ha generato tensioni e molti problemi nella politica estera della Repubblica di Serbia. Anche le relazioni con l'Unione Europea si sono raffreddate per un periodo. Tuttavia l'istituzione di una piattaforma per la normalizzazione dei rapporto tra Belgrado e Priština ha contribuito ad allentare la tensione diplomatica.
La Serbia negli ultimi anni si è avvicinata molto anche alla NATO, stipulando diversi accordi di cooperazione con l'Alleanza Atlantica, senza però esserne membro effettivo. Le relazioni con la Russia sono da sempre amichevoli. I paesi UE con i quali la Serbia ha le relazioni più strette sono l'Austria e la Germania, anche a causa del grande numero di cittadini serbi che vi vivono. I rapporti con la Croazia si sono raffreddati da quando a Zagabria sono saliti al potere i conservatori e anche a causa di alcuni problemi (giurisdizione universale per i crimini sul territorio dell'ex Jugoslavia, definizione dei confini sul Danubio, rappresentanza croata nel parlamento serbo e questione delle persone scomparse durante i conflitti degli anni Novanta), la cui risoluzione viene posta dalla Croazia come condizione per il proseguimento dei negoziati UE.

## L'integrazione europea

La Repubblica di Serbia è un candidato ufficiale per l'adesione all'Unione Europea. I negoziati sono ancora in corso.

Nel 2003 la Serbia è stata ammessa al Consiglio d'Europa. Ha inoltre espresso il desiderio di aderire al programma di Partenariato per la pace della NATO. Sia la NATO, sia l'Unione Europea hanno posto come condizione per la collaborazione la piena cooperazione da parte della Serbia con il Tribunale penale internazionale per l'ex-Jugoslavia. Dal 2004 in poi diversi indiziati si sono costituiti al tribunale internazionale, e la Serbia sembra aver dato prova di una certa volontà di collaborazione.
Nel settembre 2007 la Serbia e l'Unione europea hanno concluso i colloqui sul testo dell'Accordo di Stabilizzazione e Associazione, primo passo verso l'integrazione europea. L'accordo è stato firmato il 29 aprile 2008 (dopo due anni e mezzo di negoziati). La piena applicazione dell'Accordo è stata vincolata alla collaborazione con il Tribunale dell'Aja, e in particolare all'arresto e alla consegna dei latitanti ancora liberi.
Tra questi spiccano gli arresti di Stojan Župljanin (latitante dal 2001) nel giugno 2008, di Radovan Karadžić nel luglio 2008, di Ratko Mladić nel maggio 2011 e di Goran Hadžić. Quest'ultimo, catturato il 20 luglio 2011 a pochi chilometri da Novi Sad in Voivodina, era l'ultimo criminale di guerra serbo ricercato dall'ICTY rimasto in fuga.
Nel maggio 2008 inoltre i partiti filoeuropeisti hanno vinto le elezioni, circostanza che verosimilmente favorirà il processo di integrazione del Paese.
Il 30 novembre 2009 l'Unione europea ha ufficialmente abolito i visti per i cittadini della Repubblica di Serbia, sbloccando de facto e de iure, dopo più di un anno, l'Accordo di Associazione e Stabilizzazione. Dal 19 dicembre 2009 i cittadini della Repubblica di Serbia provvisti del nuovo passaporto biometrico possono viaggiare liberamente nei paesi dell'Area Schengen.
Il 26 maggio 2011, dopo l'arresto di Ratko Mladic, una nota dell'Alto rappresentante dell'UE per la politica estera e di sicurezza Catherine Ashton, afferma che l'arresto è "un importante passo in avanti per la Serbia e per la giustizia internazionale".
Con Pristina e Belgrado avviate sulla strada della normalizzazione dei rapporti, il 2 marzo 2012 la Serbia ottiene lo status di paese candidato all'ingresso nell'Unione europea con negoziati di adesione aperti ufficialmente il giorno 14 dicembre 2015. Attualmente la Repubblica di Serbia ha aperto 4 dei 34 capitoli previsti nel suo processo di adesione all'Unione Europea, ma non ne ha ancora chiuso nessuno. La recente apertura dei capitoli 23 e 24 è stata per un breve periodo bloccata dalla Croazia la quale chiede a Belgrado una maggiore rappresentanza nel parlamento serbo della minoranza croata in Serbia e una modifica della legge sulla giurisdizione universale per i crimini perpetrati durante la guerra civile jugoslava, vista come una minaccia da molti esponenti dell'esercito croato.